# Liste der Stolpersteine in Magdeburg-Ottersleben
Die Liste der Stolpersteine in Magdeburg-Ottersleben enthält die Stolpersteine im Magdeburger Stadtteil Ottersleben, die an das Schicksal der Menschen erinnern, die im Nationalsozialismus ermordet, deportiert, vertrieben oder in den Suizid getrieben wurden. Sie ist nach Nachnamen sortiert und listet Namen, Standorte. Die Tabelle erfasst insgesamt 2 Stolpersteine und ist teilweise sortierbar; die Grundsortierung erfolgt alphabetisch nach dem Familiennamen.
| Bild                             | Inschrift | Name                             | Ort                          | Verlegedatum  | Anmerkungen                                       |
| -------------------------------- | --- | -------------------------------- | ---------------------------- | ------------- | ------------------------------------------------- |
| Jentzen, Adolf                   | HIER WOHNTE ADOLF JENTZEN JG. 1899 IM WIDERSTAND VERHAFTET 1943 ZUCHTHAUS MAGDEBURG GEFOLTERT TOT AN HAFTFOLGEN 6.5.1943               | Jentzen, Adolf                   | Große Schulgasse 10a (Karte) | 11. Nov. 2010 | Biografie: Jentzen_Adolf.PDF (PDF; 180,7 kB)      |
| Jordan, Anna Bertha geb. Ratzmer | HIER WOHNTE ANNA BERTHA JORDAN GEB. RATZMER JG. 1898 ZEUGIN JEHOVAS VERHAFTET 11.11.1938 KZ LICHTENBERG ERMORDET 18.8.1942 RAVENSBRÜCK | Jordan, Anna Bertha geb. Ratzmer | Alt-Benneckenbeck 14 (Karte) | 7. Okt. 2011  | Biografie: Jordan_Anna_Bertha.PDF (PDF; 181,2 kB) |